# Phantom Basketball Club
Le Phantom Basketball Club est une franchise de la ligue américaine de basket-ball à trois féminin Unrivaled.

## Présentation
Le Phantom est l’un des six clubs de la ligue américaine de basket-ball à trois féminin Unrivaled. Comme les cinq autres, il est franchisé à la ligue et est basé à Miami. Leurs matchs se déroulent au Média pro US, une salle de 850 places.

### Identité
La ligue révèle les noms et les identités graphiques des clubs le 24 octobre 2024. C’est l’agence Doubleday & Cartwright qui l'accompagne dans leurs créations. Chaque identité a été réfléchie pour toucher des publics différents.

### Création de l'équipe
L’équipe est constituée le 20 novembre 2024. La ligue a réparti les 34 joueuses annoncées et les deux places de wild-cards en six groupes. Ce sont les six entraîneurs et entraîneuses qui définissent ensemble les compositions des équipes, en essayant de les constituer le plus équitablement possible et sans savoir laquelle leur sera attribuée.
Le Phantom reçoit Jackie Young, Marina Mabrey, Tiffany Hayes, Satou Sabally, Brittney Griner. À ces joueuses s'ajoute une place de wild-card qui est attribuée le 20 décembre à Katie Lou Samuelson.
Le 21 décembre, le Phatom participent au premier transfert de la ligue. Il envoie Laces Jackie Young et Tiffany Hayes aux Laces en échange de Natasha Cloud, dans un échange à trois incluant les Lunar Owls. Le Phantom reçoit également une seconde wild-card qui lui permet de compléter son effectif le 24 décembre avec Sabrina Ionescu.
Satou Sabally retrouve Sabrina Ionescu, sa coéquipière pendant quatre ans à l'université aux Ducks de l'Oregon, et Marina Mabrey, avec qui elle a joué durant trois saison aux Wings de Dallas. Par ailleurs, le club Phantom compte dans ses rangs deux joueuses du Mercury de Phoenix, Brittney Griner et Natasha Cloud, qui ont évolué ensemble sur le parquet en 2024.
Le Phantom est entraîné par Adam Harrington.

### Débuts
Marina Mabrey, victime d'une élongation du mollet droit pendant le camp d'entraînement ne peut prendre part au début de la compétition.

## Composition actuelle
L'équipe est composée de Marina Mabrey, Satou Sabally, Brittney Griner, Katie Lou Samuelson, Natasha Cloud et Sabrina Ionescu. 

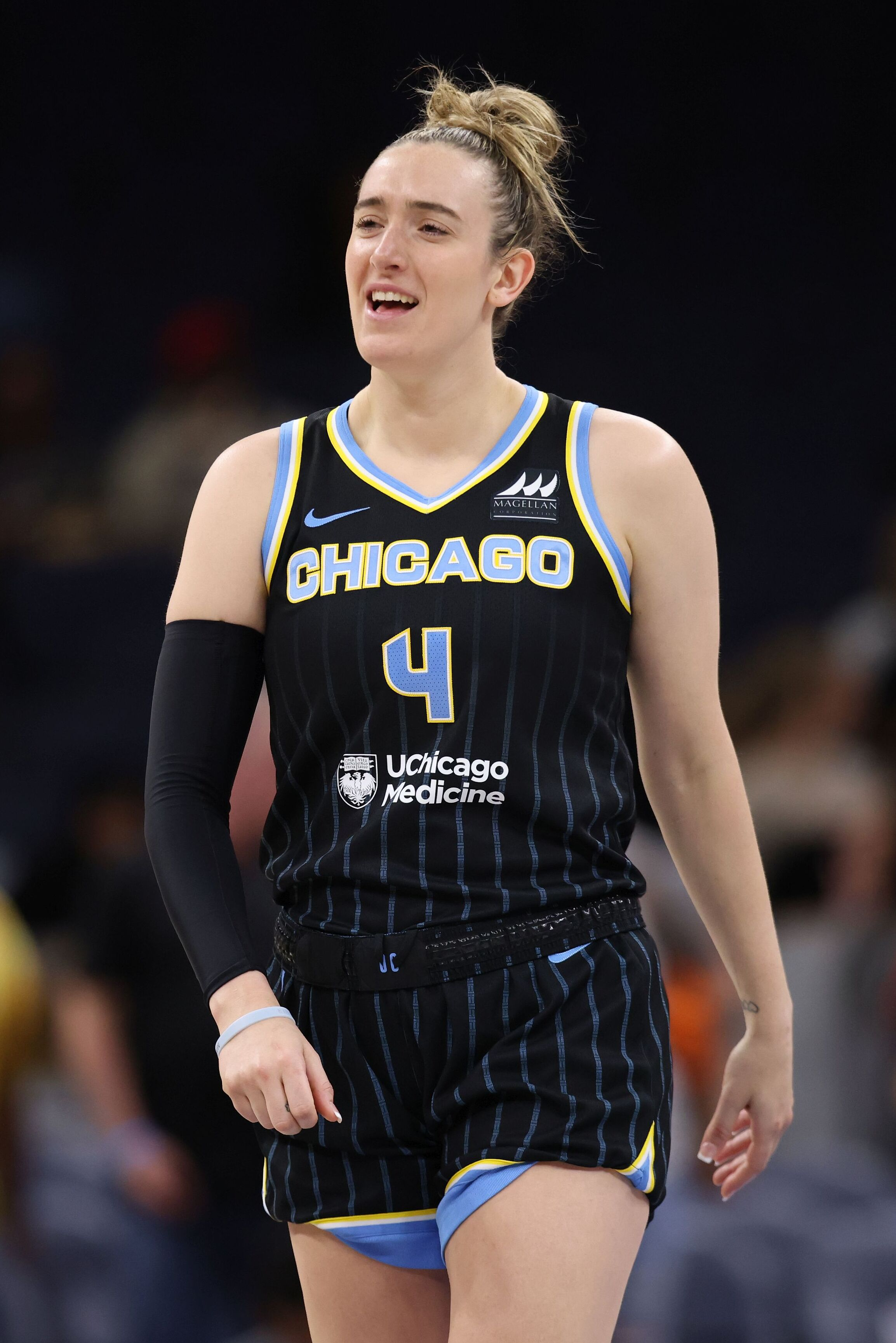
Marina Mabrey
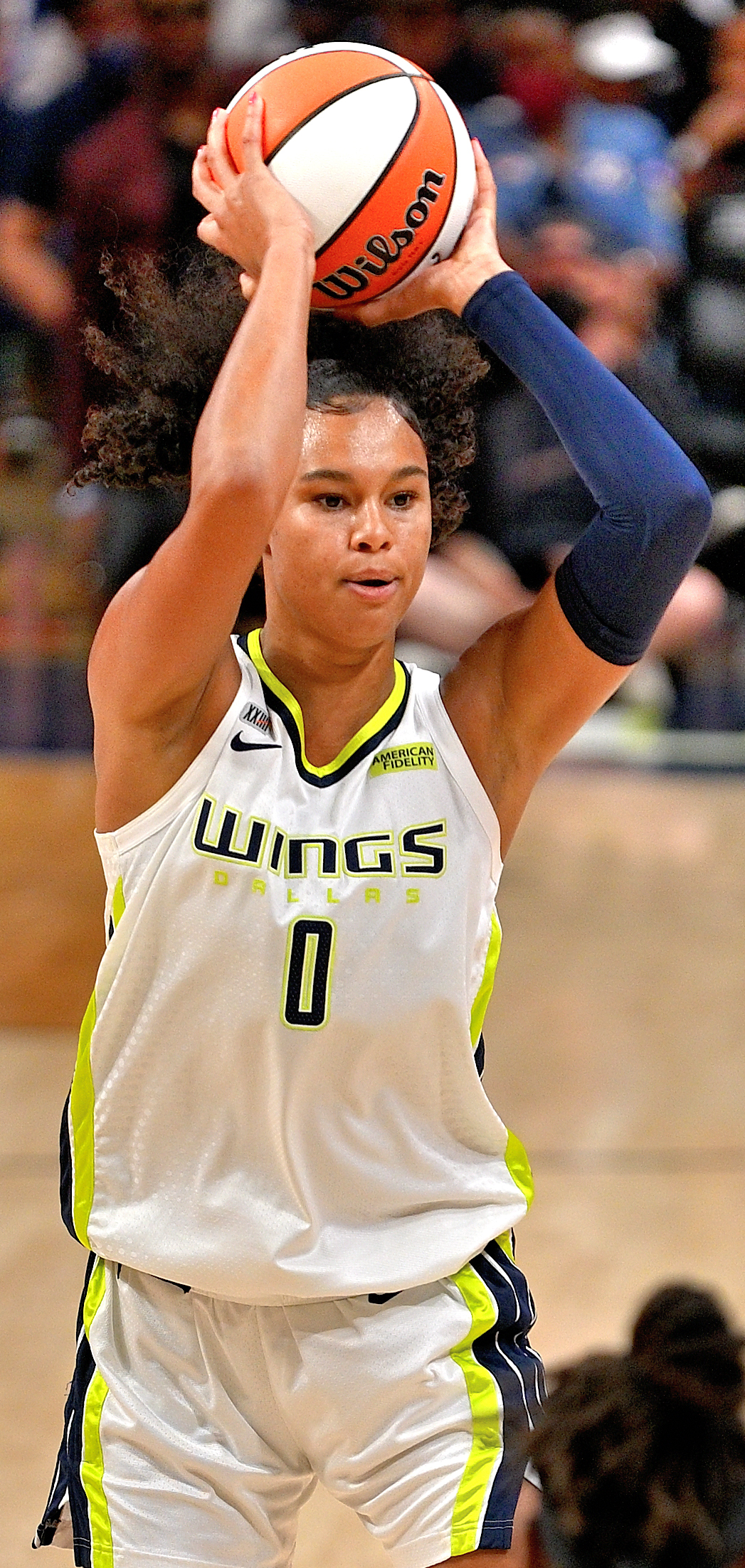
Satou Sabally
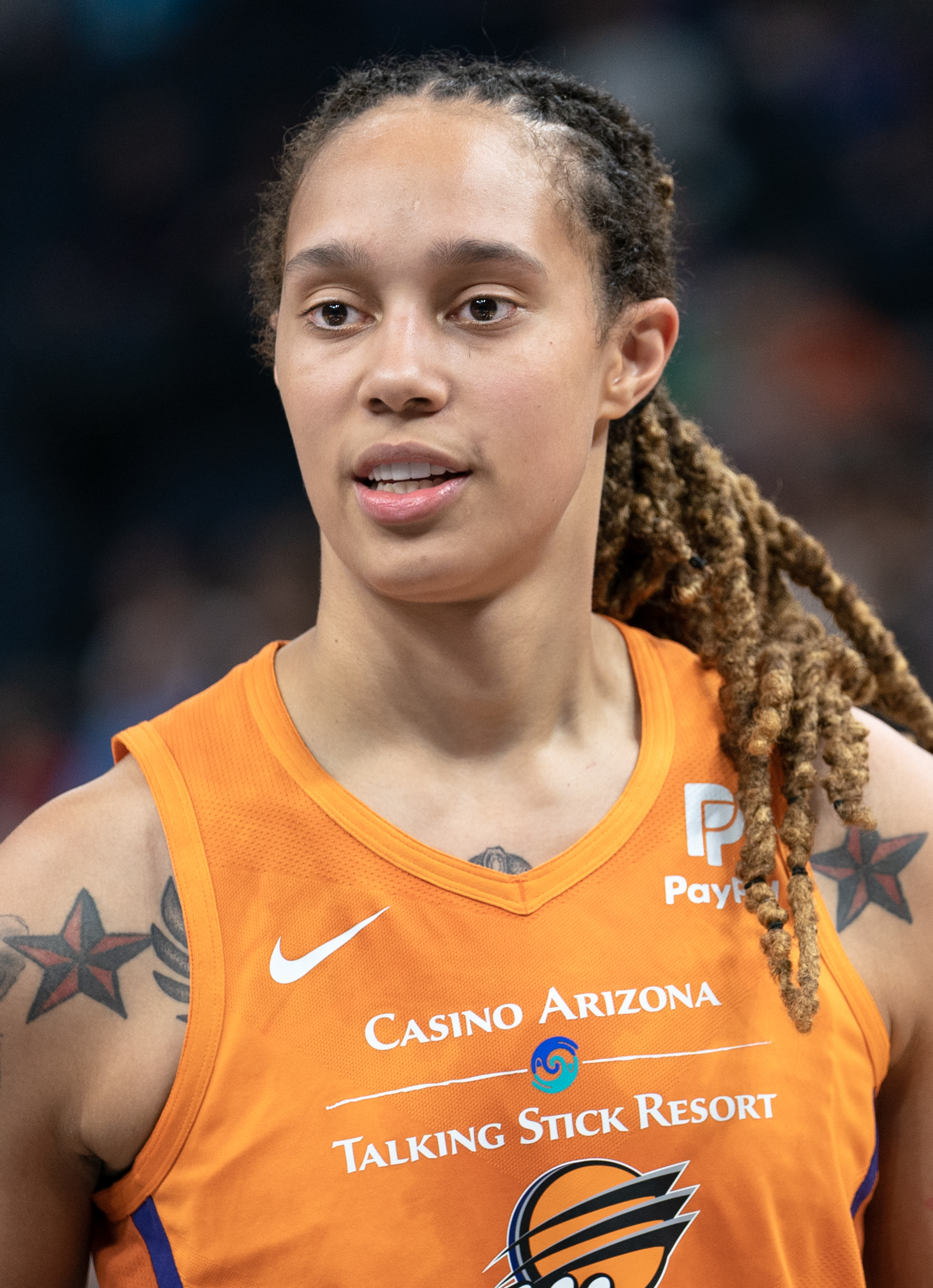
Brittney Griner
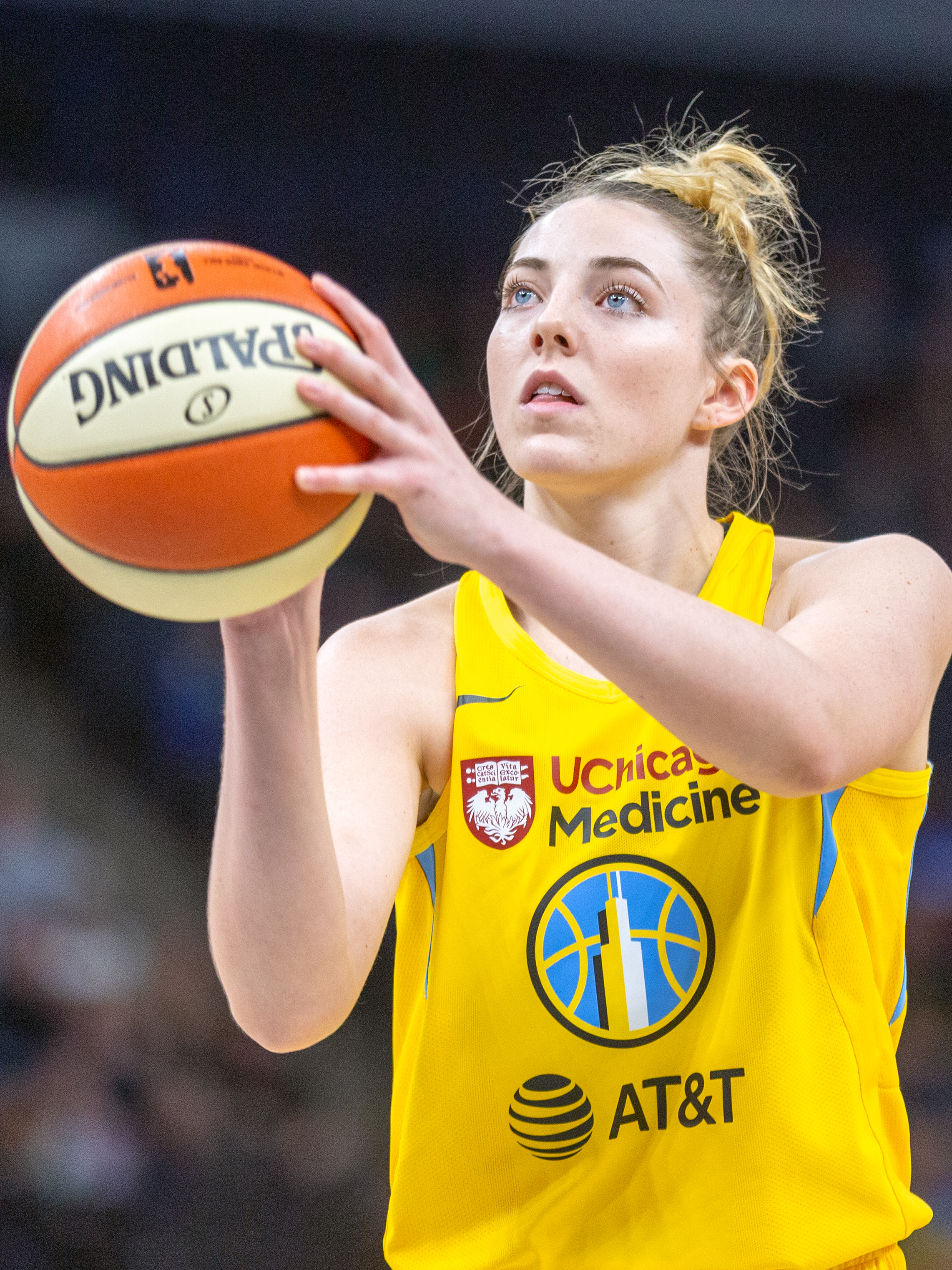
Katie Lou Samuelson
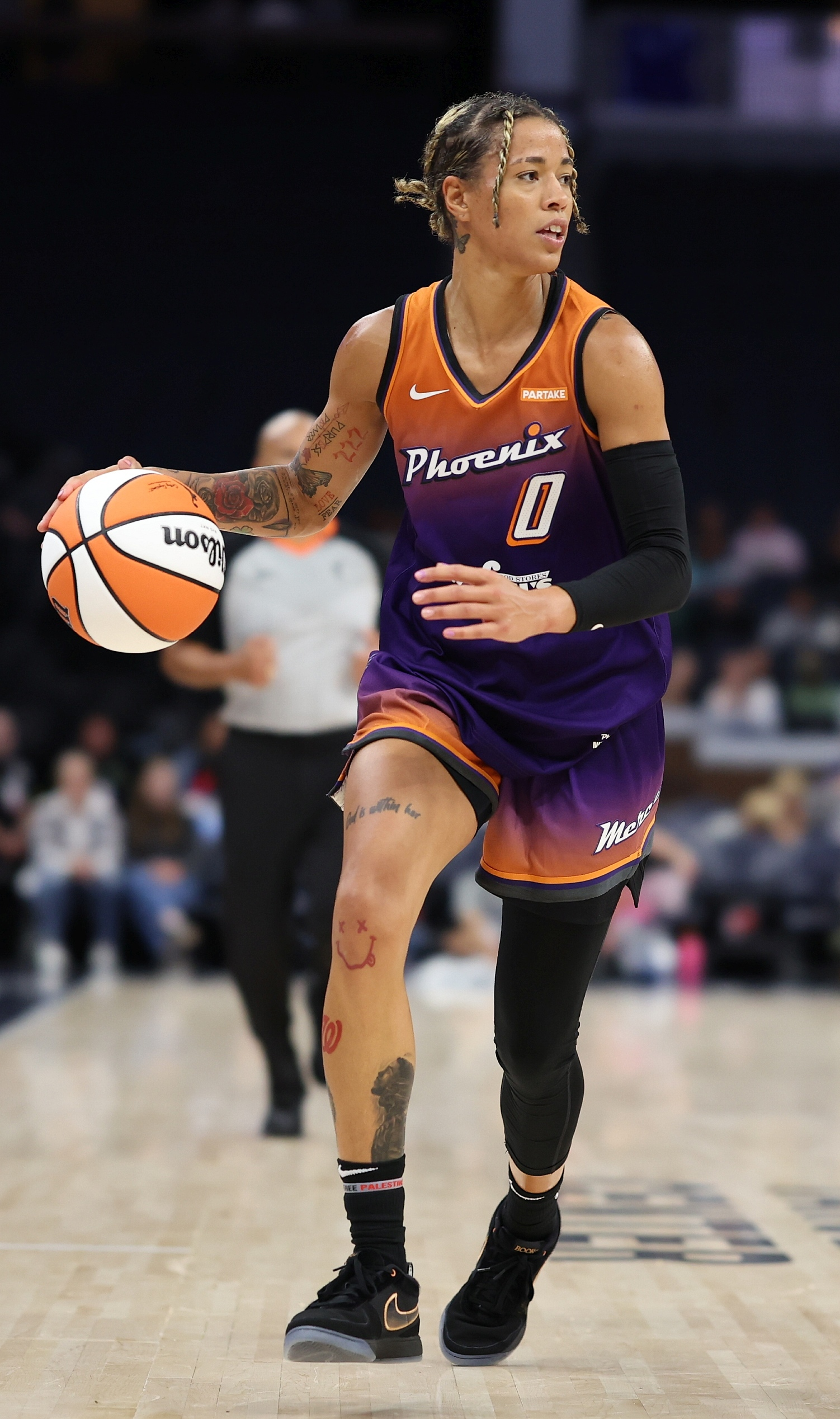
Natasha Cloud
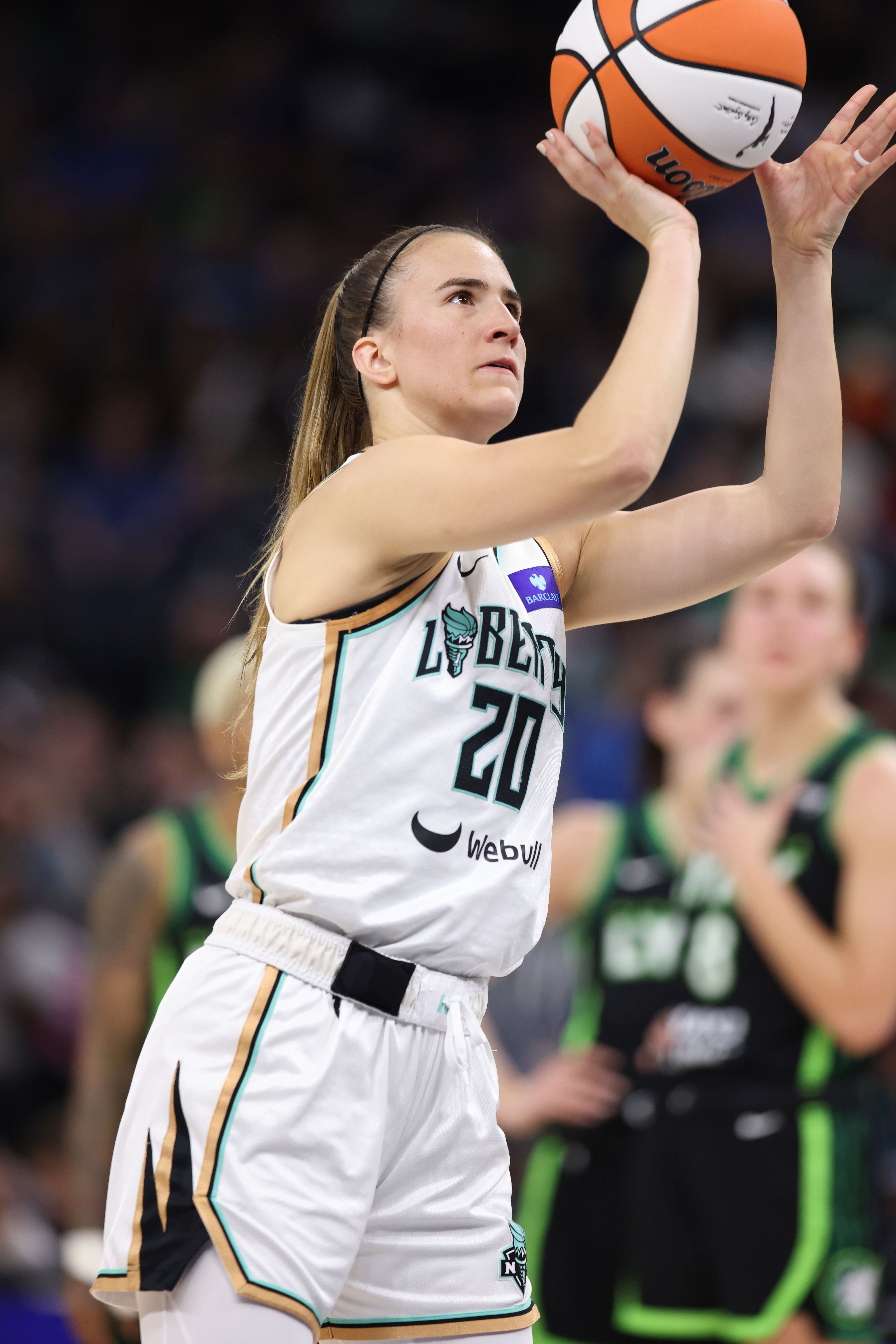
Sabrina Ionescu